# Iommi
Iommi è il primo disco solista di Tony Iommi, ex membro dei Black Sabbath, uscito nel 2000, ovvero dopo cinque anni di silenzio discografico: l'ultimo album in studio del gruppo prima della loro ricongiunzione nel 2013, Forbidden, è del 1995.

## Il disco
La sua lavorazione è stata travagliata: infatti nel 1996 il chitarrista preparò un album con Glenn Hughes alla voce, ma decise di non pubblicarlo. Di lì a poco Iommi venne coinvolto nella reunion della formazione originale dei Black Sabbath, dovendo momentaneamente mettere da parte ogni velleità solistica. Infine iniziò a lavorare a questa opera, chiamando a sé vari cantanti e musicisti ed iniziando il sodalizio col produttore Bob Marlette, coautore delle musiche.

## Tracce
1. Laughing Man (In The Devil Mask) - Henry Rollins (Iommi, Marlette, Rollins)
2. Meat - Skin (Iommi, Marlette, Skin)
3. Goodbye Lament - Dave Grohl (Grohl, Iommi, Marlette)
4. Time Is Mine - Phil Anselmo (Anselmo, Iommi, Marlette)
5. Patterns - Serj Tankian (Iommi, Marlette, Tankian)
6. Black Oblivion - Billy Corgan (Corgan, Iommi)
7. Flame On - Ian Astbury (Astbury, Iommi, Marlette)
8. Just Say No To Love - Peter Steele (Iommi, Marlette, Steele)
9. Who's Fooling Who - Ozzy Osbourne (Iommi, Marlette, Osbourne)
10. Into The Night - Billy Idol (Idol, Iommi, Marlette)

## Musicisti
- Tony Iommi - Chitarra solista nelle 1, 2, 4, 5, 6, 8, 9 & 10, chitarra ritmica nelle 1, 3, 4, 5, 7, 8, 9 & 10
- Ace (Martin Kent) - Chitarra ritmica nella 2
- Brian May - Chitarra solista nelle 3 & 7
- Bob Marlette - Tastiere, programmazione, basso nella 2
- Henry Rollins - Voce nella 1
- Skin - Voce nella 2
- Dave Grohl - Voce e batteria nella 3
- Phil Anselmo - Voce nella 4
- Serj Tankian - Voce nella 5
- Billy Corgan - Voce, basso e chitarra ritmica nella 6
- Ian Astbury - Voce nella 7
- Peter Steele - Voce e basso nella 8
- Ozzy Osbourne - Voce nella 9
- Billy Idol - Voce nella 10
- Terry Phillips - Basso nella 1
- Laurence Cottle - Basso nelle 3, 4, 5, 7, 8 & 9
- Ben Shepherd - Basso nella 10
- Jimmy Copley - Batteria nella 1 & 5
- John Tempesta - Batteria nella 2
- Matt Cameron - Batteria nelle 4, 7, 8 & 10
- Kenny Aronoff - Batteria nella 6
- Bill Ward - Batteria nella 9